# Philipp Kinsky von Wchinitz und Tettau

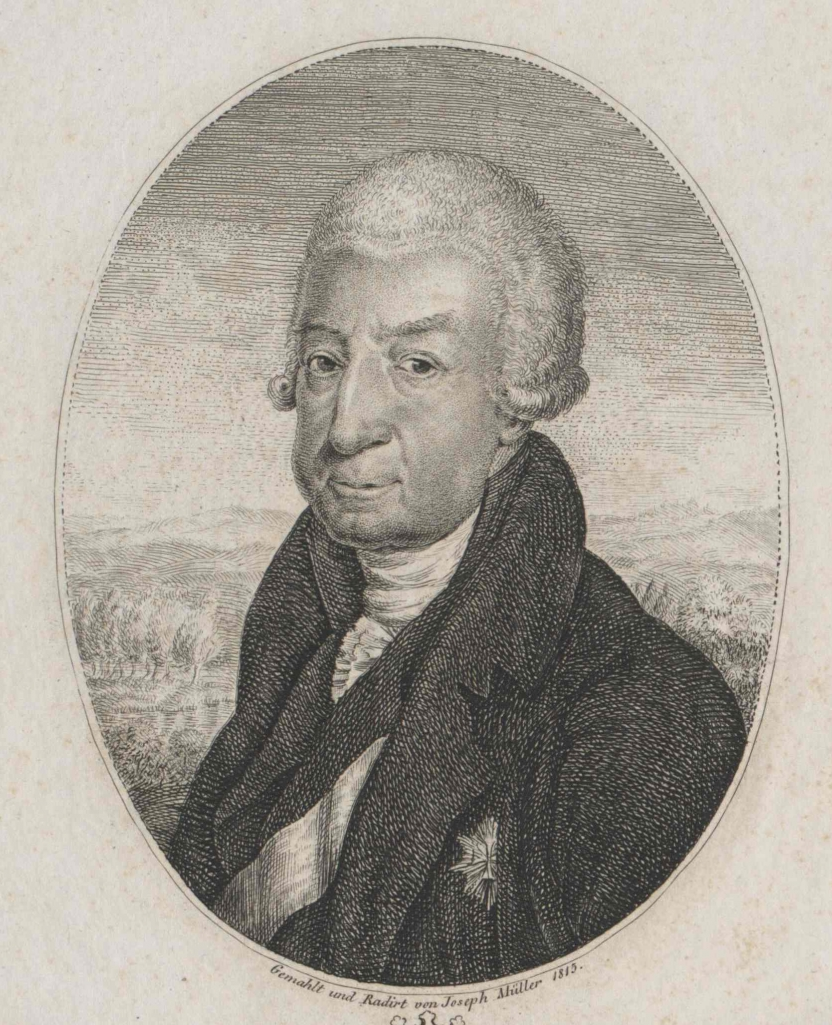
Philipp Graf Kinsky; Zeichnung von Joseph Müller (1815)

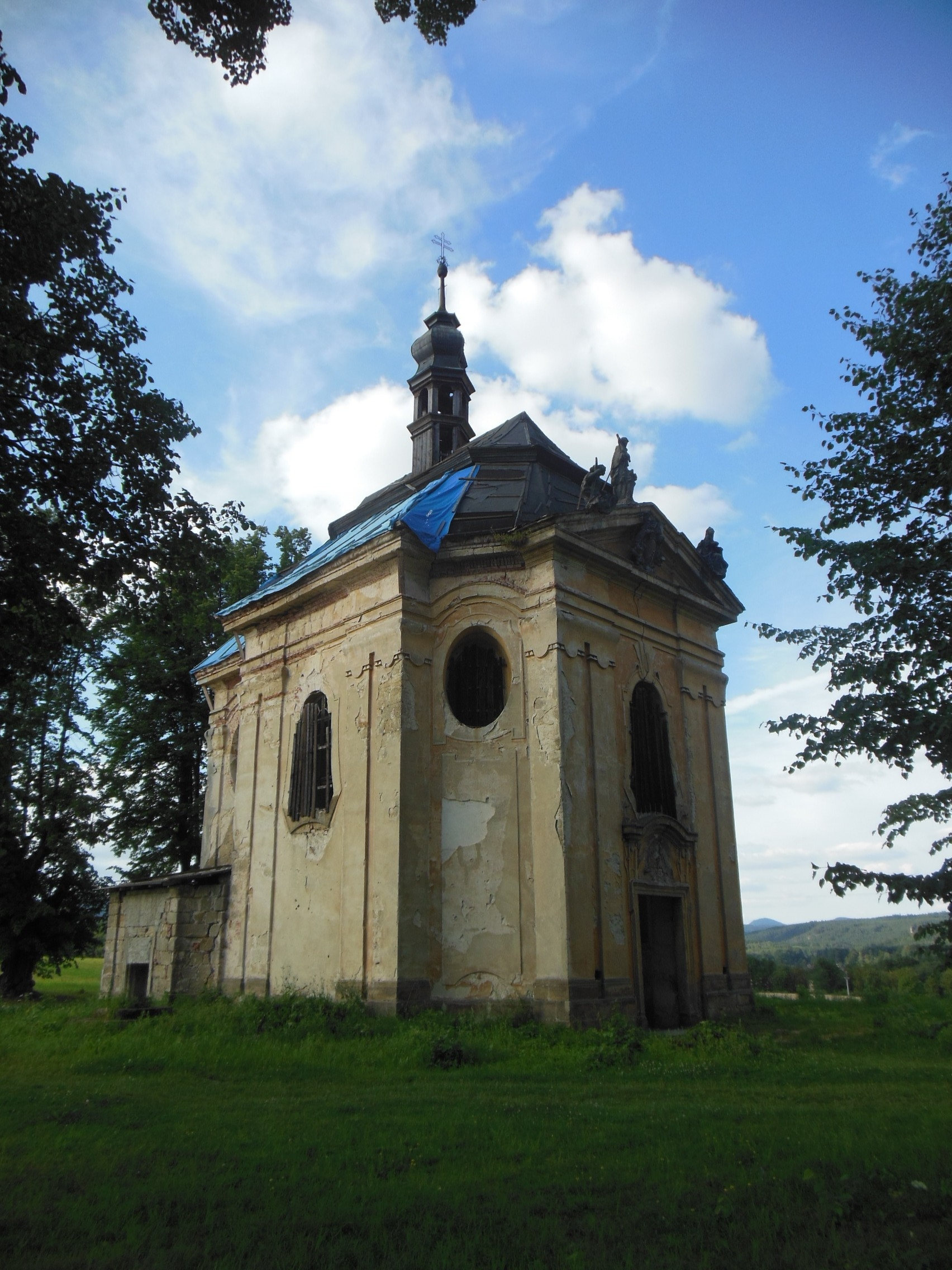
Kapelle des hl. Johannes Nepomuk in Sloup, Grablege der Grafen Kinsky

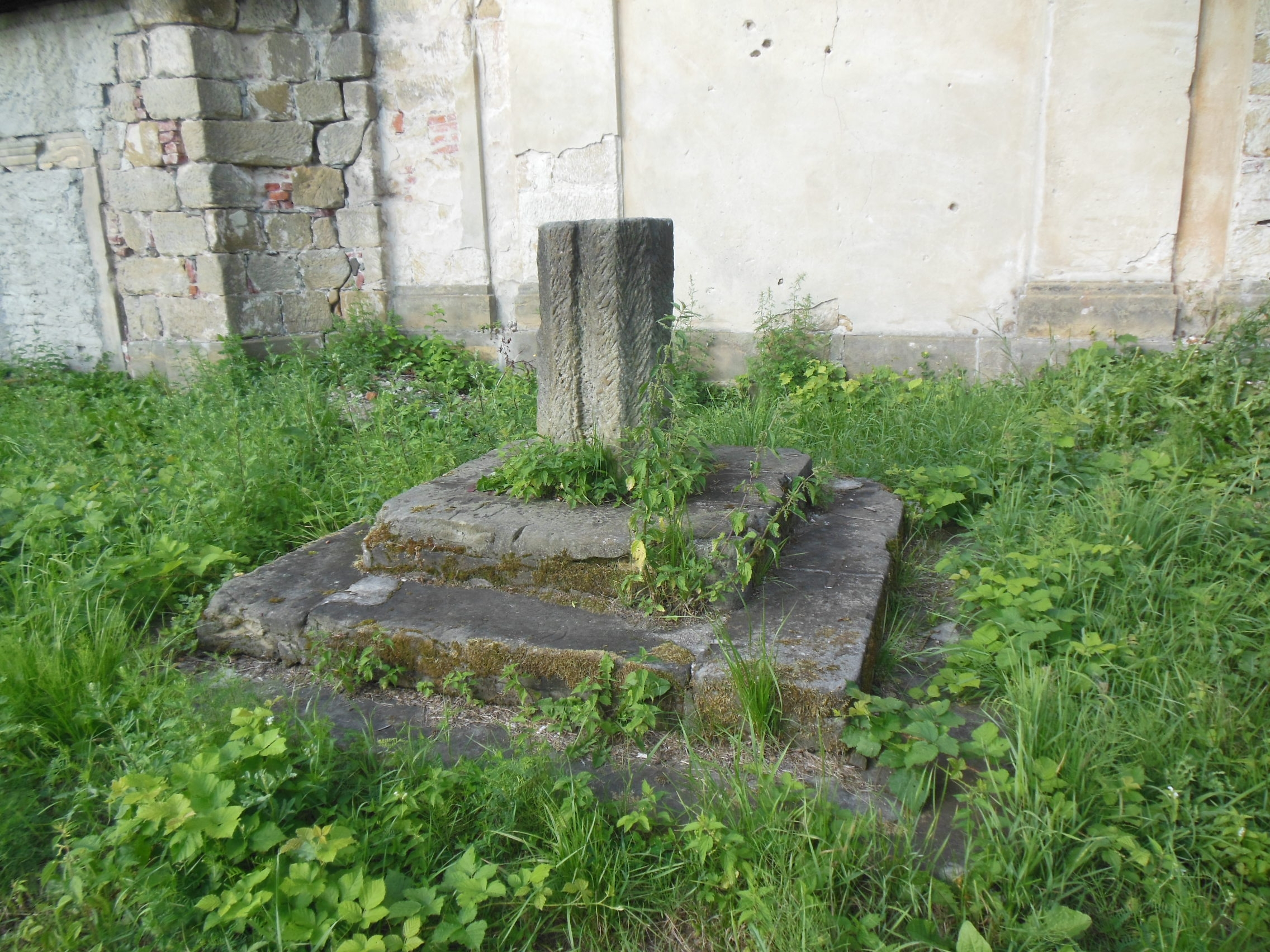
Sockel des gestohlenen Denkmals für Philipp Graf Kinsky

Philipp Joseph Graf Kinsky von Wchinitz und Tettau (tschechisch Filip Josef hrabě Kinský z Vchynic a Tetova; * 4. August 1741 in Wostrow, Chrudimer Kreis; † 14. Februar 1827 in Prag) war ein österreichischer General, k.k. Kammerherr und böhmischer Adliger.

## Familie
Philipp Graf Kinsky entstammte dem Chlumetzer Zweig der Gräflichen Linie der Kinsky. Sein Vater war der Oberstlandjägermeister Leopold Ferdinand Graf Kinsky (1713–1760), seine Mutter Maria Theresia (1715–1778) eine Tochter von Hieronymus Graf Capece Marchese de Rofrano.
Seine Geschwister waren
- Franz Ferdinand (1738–1806), Generalmajor ⚭ Maria Christine Fürstin von Liechtenstein (* 1. September 1741; † 30. April 1819)
- Therese (1740–1806) ⚭ Andreas Fürst Poniatowski (* 16. Juli 1735; † 5. März 1773), Feldzeugmeister
- Maria Anna (* 1744) ⚭ Wenzel Ernst Graf Schaffgotsch (* 2. Juli 1733; † 17. Oktober 1764)

Józef Antoni Poniatowski war sein Neffe.
Gemäß einem Familienvertrag war Philipp Graf Kinsky mit seiner Cousine Marie Auguste verlobt und zum Erben eines Teils der Güter der fürstlichen Linie vorgesehen worden, da Franz Joseph Fürst Kinsky (1726–1752) nur diese Tochter hinterlassen hatte. Marie Auguste verstarb jedoch 1763 im Alter von zwölf Jahren.
Kinsky heiratete am 27. August 1787 vor dem kaiserlichen Hof in Wien Maria Theresia Gräfin von Dietrichstein (1768–1822), eine Schwester des Franz Joseph von Dietrichstein. Die Ehe mit der wegen ihrer Schönheit la celeste Therese genannten jungen Frau verlief äußerst unglücklich, bereits kurz nach der Hochzeit verließ sie ihn. 1788 wurde die Ehe annulliert; Therese Kinsky heiratete 1807 in St. Petersburg Maximilian Friedrich von Merveldt.

## Leben
Kinsky absolvierte zunächst eine militärische Laufbahn. Aus dem väterlichen Erbe wurde er mit dem westböhmischen Gut Zvíkovec mit Chlum ausgestattet. Nach dem Tod seiner Verlobten erbte er von den Gütern der fürstlichen Linie die Herrschaft Richenburg und ließ die verfallene Richenburg für einen Wohnaufenthalt herrichten. Zwischen 1767 und 1776 ließ er das Jagdschloss Karlstein errichten.
1778 erbte er zusammen mit seinem Bruder die mütterliche Herrschaft Chraustowitz. Nachdem er 1779 seinen Bruder ausgezahlt hatte, ließ er zwischen 1779 und 1780 das Schloss Chraustowitz im Rokokostil zu einem repräsentativen Sitz mit Französischem Park umgestalten. Häufig war seine verwitwete Schwester Therese, eine Schwägerin des polnischen Königs Stanislaus II. August Poniatowski auf dem Schloss zu Gast. Für sie ließ er bei Uhersko das Jagdschlösschen Theresienlust erbauen. 1780 erbte er nach dem Tode seines kinderlosen Großonkels Josef Johann Maximilian Graf Kinsky das Gut Stubenbach im Böhmerwald. 1782 erwarb er für 22.000 Gulden das Palais Schaffgotsch in der Prager Neustadt, das er kostenintensiv umgestalten ließ.
Am 10. April 1783 schied er im Rang eines Generalmajors aus der Kaiserlichen Heer aus und zog sich ins Privatleben zurück. Mit Kaiser Joseph II. war er freundschaftlich verbunden, 1787 begleitete er ihn als Kavalier auf einer Reise. 
Das Gut Zvíkovec mit Chlum verkaufte er 1786 an Johann Prokop Hartmann von Klarstein. Kinsky erweiterte das Gut Stubenbach 1788 noch um das kleine Gut Gutwasser. Zwischen 1792 und 1793 ließ er in den Waldhwozder Wäldern die Dörfer Chinitz (Vchynice) und Tettau (Tetov) anlegen. 1794 erbte er von seinem Vetter Friedrich Joseph Graf Kinsky (1767–1794) die Herrschaft Bürgstein und zwei Häuser in der Prager Neustadt. 1798 veräußerte Kinsky sein Prager Palais und erwarb stattdessen das ebenfalls in der Neustadt gelegene Palais Losy. Die Güter Stubenbach und Gutwasser verkaufte Philipp Graf Kinsky im gleichen Jahr für 400.000 Gulden an Joseph II. zu Schwarzenberg; die Spiegelhütte mit den zwei Spiegelschleifereien behielt er jedoch für sich. Die beiden geerbten Prager Häuser verkaufte Kinsky im Jahre 1800.
Im hohen Alter ließ Philipp Graf Kinsky das baufällig gewordene Schloss Bürgstein, das er zuvor 15 Jahre nicht besucht hatte, als Alterssitz wieder herrichten. Die Allodialherrschaften Chraustowitz und Richenburg verkaufte er 1823 an Karl Alexander von Thurn und Taxis. Seine letzten Jahre lebte Kinsky abwechselnd auf Schloss Bürgstein und im Prager Kinsky-Palais (ehem. Palais Losy), wo er 1827 verstarb. Zum Erben hatte der kinderlose Kinsky seinen Vetter Karl Graf Kinsky (1766–1831) bestimmt.
Im Jahre 1828 wurden die sterblichen Überreste von Philipp Graf Kinsky nach Bürgstein in die Kapelle des böhmischen Landesheiligen Johannes Nepomuk überführt. Vor der Kapelle ließ Karl Graf Kinsky 1828 ein Denkmal mit einer Büste des Verstorbenen errichten, das in den 1970er Jahren gestohlen wurde.